# Степанищев Анатолій Миколайович
А́натолій Ми́колайович Сте́панищев (рос. Анатолий Николаевич Степанищев; 29 січня 1961, Липецьк, СРСР) — радянський і український хокеїст, правий нападник. Головний тренер ХК «Донбас» (2015-2017).

## Спортивна кар'єра
Вихованець хокейної школи «Сокіл» (Київ). Виступав за «Сокіл» (Київ), ХК «Кур», ХК «Давос», ХК «Біль», ХК «Лангнау», ХК «Амбрі-Піотта» та «Нафтохімік» (Нижньокамськ).
У чемпіонатах СРСР — 384 матчі (131+126). У чемпіонатах Швейцарії — 25 матчів (17+14), у плей-оф — 2 матчі (0+1). У чемпіонатах Росії — 187 матчів (46+59), у плей-оф — 4 матчі (0+0). 
У складі національної збірної України учасник чемпіонатів світу у групі С — 1993-1996 та 1999 років.

## Досягнення гравця
- Бронзовий призер чемпіонату СРСР 1985 року.

## Досягнення тренера
- Чемпіон України та володар «Donbass Open Cup» 2016 року.

## Нагороди
- Заслужений працівник фізичної культури і спорту України (2008)[2].